# 池袋ターミナルビル
池袋ターミナルビル株式会社（いけぶくろターミナルビル）は、過去に商業施設、オフィスビル、ホテルを運営していたJR東日本グループの企業。2010年4月1日、吸収合併により解散した。

## 運営していた施設
- ホテルメトロポリタン（1985年6月開業-2004年4月運営移管）
- メトロポリタンプラザビル（1992年6月開業-2010年4月運営移管）
  - メトロポリタンプラザ・ショッピングセンター（地下1階から10階）
  - メトロポリタンプラザ・オフィスタワー（11階から21階）

## 沿革
- 1981年11月 - 池袋ターミナルホテル株式会社設立。
- 1985年6月 - 西池袋に「ホテルメトロポリタン」開業。
- 1986年10月 - メトロポリタンプラザ事業も行うため、（旧）池袋ターミナルビル株式会社に商号変更。
- 1992年6月 - 池袋駅西口（駅隣接地）に「メトロポリタンプラザ」開業。
- 2004年4月
  - メトロポリタンプラザを運営する「プラザ事業本部」について会社分割を行い、（新）池袋ターミナルビル株式会社を新設。
  - ホテル運営事業が残る（旧）池袋ターミナルビル株式会社は、株式会社ホテルメトロポリタン（現・日本ホテル株式会社）に商号変更。
- 2010年4月1日
  - メトロポリタンプラザショッピングセンター運営事業について、会社分割（吸収分割）を実施し、株式会社ルミネに継承させる（施設は「ルミネ池袋」に改称）。
  - メトロポリタンプラザ全体の管理運営事業が残る池袋ターミナルビル株式会社は、株式会社JR東日本ビルディングに吸収合併され、解散。